# Новела I (Кјети)
Новела I (итал. Novella I) је насеље у Италији у округу Кјети, региону Абруцо.
Према процени из 2011. у насељу је живело 21 становника. Насеље се налази на надморској висини од 176 м.